# 乔清秀
乔清秀（1910年7月4日—1944年3月7日），原名袁金秀，出生于河南省内黄县，河南坠子演员。

## 生平
袁金秀自小爱唱戏，13岁的时候，被坠子艺人乔利元收为徒弟，并为其更名乔清秀，沿街串巷，边表演边学艺。15岁时开始正式演出。16岁时，与乔利元结为夫妇。1929年，乔清秀夫妇来到天津演出，在天津名声大起。1935年起在仁昌广播电台演播坠子。乔清秀表演技艺日趋成熟，获得“盖河南”、“坠子皇后”等美誉。 1939年冬，她携同全家应赴沈阳演出，结果因拒绝为日本宪兵演出，丈夫乔利元被日本宪兵抓走，并被迫害致死。这一变故导致乔清秀精神失常。1941年冬，她才与三个女儿回到天津。1944年3月病逝，年仅34岁。
乔清秀的生平在1996年被改编为电视剧《坠子皇后》。